# Jidi Majia

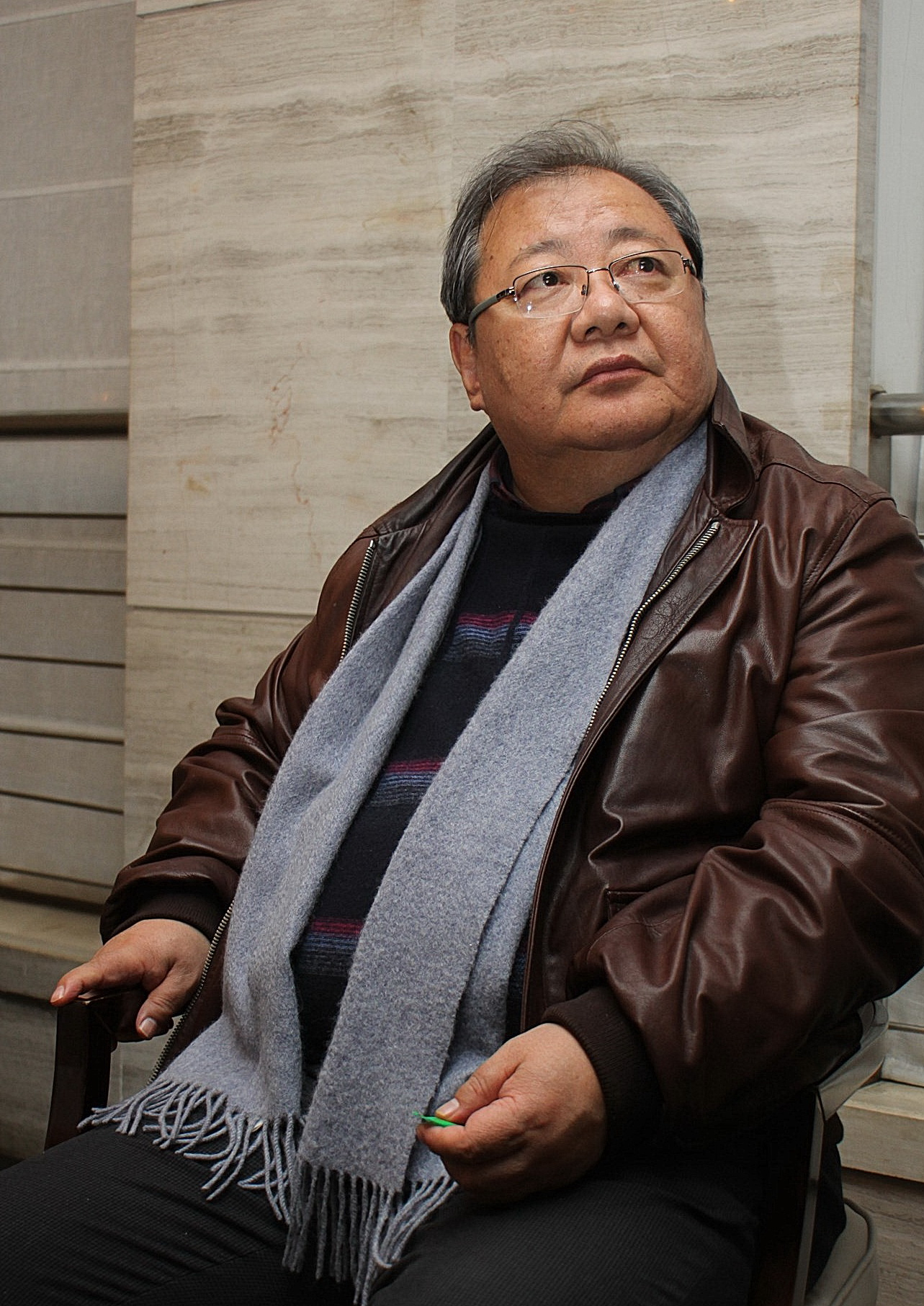
Retracto de Jidi Majoa

Jidi Majia (en chino simplificado y tradicional: 吉狄马加, pinyin: Jídí mǎjiā) es un eminente poeta y actual vicegobernador de la provincia de Qinghai. Nació en 1961 y pertenece a una minoría étnica de China, los Yi. Ha publicado numerosas antologías poéticas desde los años 80 y ha obtenido premios nacionales de literatura, también es considerado uno de los más grandes poetas de las minorías en China. Su libro de poemas My First Love ganó el Premio Nacional de Poesía de China. El Sueño de un nativo Yi ganó el cuarto Premio Literario de las Minorías de China para la poesía. Actualmente, es presidente del Festival Internacional de Poesía de Qinghai, que sucede a las orillas del lago más grande de Asia, el lago de los dioses, en la confluencia del Río Amarillo y el Yangtsé y también ha participado en el Festival Internacional de Poesía de Medellín.

## Características del autor
Jidi Majia acepta el sufrimiento como parte de la condición humana y afirma que la melancolía es un sentimiento eterno que subyace a la expresión de la esperanza en sus poemas. Además, su obra refleja la crisis que sufre el mundo moderno respecto a la violencia, pero no tiende a fijar la culpabilidad a un objeto o ser exacto. 
De hecho, su actitud hacia el sufrimiento queda latente en los elogios referidos a distintos territorios del planeta, fijándose específicamente en pueblos minoritarios y aislados del mundo exterior. Sin embargo, no solo va a dar importancia únicamente a los grupos minoritarios sino que también se va a sugerir que la poesía en China se ha convertido en una actividad intelectual minoritaria. Se ha desarrollado de forma muy elevada, pero no suscita el interés necesario para que se conozca en todo el mundo y se haya valorado formalmente. 
Finalmente, el objetivo de Jidi Majia será elevar el campo de la poesía contemporánea en marcos muy limitados y cerrados donde este género literario lucha por entrar y hacerse lugar para siempre.

## Literatura
La literatura china de la última década, como sucede con las artes plásticas, la música, el teatro y otras manifestaciones de la cultura en la China actual, se encuentra en plena búsqueda de nuevos espacios, de nuevos lenguajes, de una nueva identidad. Los cambios ingentes de la sociedad china a raíz de la introducción de mecanismos de economía de mercado, el repliegue del Partido Comunista de muchos espacios de la vida social y económica y la creciente importancia del dinero en una sociedad que ha pasado de una generación de precariedad generalizada al culto del consumo, han abierto espacios inéditos, ahítos de contradicciones, para la manifestación de las letras y las artes.